# Carlos Alberto Prates Correia
Carlos Alberto Prates Correia   (Montes Claros, 28 de setembre de 1941 - Rio de Janeiro, 28 de maig de 2023) va ser un guionista i director de cinema brasiler.

## Vida i carrera
Nascut a Montes Claros, Prates Correia va començar la seva carrera l'any 1965 dirigint el curtmetratge O Milagre em Lourdes, i després com a ajudant de direcció de l'autor del Cinema Novo Joaquim Pedro de Andrade. Va fer el seu llargmetratge de debut l'any 1970, amb la pel·lícula Crioulo Doido. El tema principal del seu cinema va ser el conflicte entre tradicions i modernització a Minas Gerais. La seva pel·lícula més coneguda és Cabaret Mineiro, que va guanyar els premis a la millor pel·lícula, direcció, actor (Nelson Dantas), actriu de repartiment (Tânia Alves), fotografia, muntatge i banda sonora a l'edició de 1981 del Festival de Gramado. Després de la dissolució d'Embrafilme el 1990, Prates Correia no va poder finançar cap projecte fins al 2007, quan va dirigir la seva darrera pel·lícula Castelar e Nelson Dantas no País dos Generais, un documental que va ser guardonat com a millor pel·lícula al Festival de Gramado de 2008.
Prates Correia va morir d'un atac de cor el 27 de maig de 2023, als 81 anys.

## Filmografia
| Any  | Pel·lícula                                    | Prrmid |
| ---- | --------------------------------------------- | --- |
| 1965 | O Milagre de Lourdes                          | |
| 1968 | Os Marginais - 1.º episódio                   | |
| 1970 | Crioulo Doido                                 | Guanyador Festival de Inverno da Universidade Federal de Minas Gerais: Guionista |
| 1975 | Perdida                                       | Guanyador Golfinho de Ouro 1977: Millor pel·lícula. Coruja de Ouro 1977: Millor pel·lícula i Premi Especial. Premi Governador do Estado de São Paulo 1978: Millor Guionista i direcció |
| 1978 | Bem atrás da câmera                           | |
| 1979 | Cabaret Mineiro                               | Guanyador Festival de Gramado 1981: Millor pel·lícula i millor direcció |
| 1983 | Noites do Sertão                              | Guanyador Festival de Gramado: Premi especial del jurat |
| 1989 | Minas-Texas                                   | Guanyador Festival de Brasília: Millor Guionista |
| 2007 | Castelar e Nelson Dantas no País dos Generais | Guanyador Festival de Gramado: Millor pel·lícula i millor muntatge |